# POLH
Le gène POLH code une ADN polymérase capable de répliquer les lésions induites par les ultraviolets de façon assez fidèle.
Des mutations de ce gène sont responsables d'une hypersensibilité aux ultraviolets et d'une défaillance de cicatrisation de lésions cutanées due à ces ultraviolets.